# Festival di Cannes 2020
La 73ª edizione del Festival di Cannes avrebbe dovuto svolgersi a Cannes dal 12 al 23 maggio 2020, prima di essere sospesa nell'aprile dello stesso anno a causa della pandemia di COVID-19 in Francia. Dopo aver valutato se posticipare l'evento a giugno o luglio o se tenerlo in una forma non fisica, il 10 maggio ne è stato ufficializzato l'annullamento, rendendo l'edizione del Festival la prima dal 1950 a non avere luogo.
In seguito all'annullamento, è stata ugualmente annunciata una selezione ufficiale non competitiva (la prima dal 1968), i cui film hanno ricevuto comunque il marchio del Festival. Prima dell'annullamento, il regista statunitense Spike Lee era stato scelto come presidente di giuria del concorso principale, primo afroamericano nella storia a ricoprire tale carica.
La sezione Cannes Classics si è tenuta presso il Festival Lumière di Lione dal 10 al 18 ottobre 2020.

## Selezione ufficiale
La lista dei lungometraggi che avrebbero ricevuto il marchio della selezione ufficiale del Festival, suddivisa in nuove sottocategorie non competitive per generi e registi, è stata annunciata il 3 giugno 2020. In aggiunta, il film Da 5 Bloods - Come fratelli del presidente di giuria Spike Lee avrebbe dovuto originariamente essere presentato fuori concorso.

### Registi già selezionati almeno una volta nella Selezione ufficiale
- Un altro giro (Druk), regia di Thomas Vinterberg (Danimarca, Svezia, Paesi Bassi)
- Des hommes, regia di Lucas Belvaux (Francia, Belgio)
- DNA - Le radici dell'amore (ADN), regia di Maïwenn (Francia)
- Estate '85 (Été 85), regia di François Ozon (Francia)
- The French Dispatch of the Liberty, Kansas Evening Sun, regia di Wes Anderson (Stati Uniti d'America)
- Heaven: Haengbog-ui nararo, regia di Im Sang-soo (Corea del Sud)
- Honki no shirushi, regia di Kōji Fukada (Giappone)
- Last Words, regia di Jonathan Nossiter (Stati Uniti d'America)
- Lovers Rock, regia di Steve McQueen (Regno Unito)
- Mangrove, regia di Steve McQueen (Regno Unito)
- La nostra storia (El olvido que seremos), regia di Fernando Trueba (Colombia)
- Peninsula (Bando), regia di Yeon Sang-ho (Corea del Sud)
- Sutemose, regia di Šarūnas Bartas (Lituania, Francia, Repubblica Ceca, Serbia, Portogallo, Lettonia)
- True Mothers (Asa ga kuru), regia di Naomi Kawase (Giappone)

### Registi mai selezionati prima nella Selezione ufficiale
- L'amante russo (Passion simple), regia di Danielle Arbid (Francia, Belgio)
- Ammonite - Sopra un'onda del mare (Ammonite), regia di Francis Lee (Regno Unito, Australia, Stati Uniti d'America)
- Les choses qu'on dit, les choses qu'on fait, regia di Emmanuel Mouret (Francia)
- Enfant Terrible, regia di Oskar Roehler (Germania)
- Février, regia di Kamen Kalev (Bulgaria, Francia)
- A Good Man, regia di Marie-Castille Mention-Schaar (Francia, Belgio)
- Limbo, regia di Ben Sharrock (Regno Unito)
- Médecin de nuit, regia di Élie Wajeman (Francia)
- Nadia, Butterfly, regia di Pascal Plante (Canada)
- Noi due (Here We Are), regia di Nir Bergman (Israele, Italia)
- Rouge, regia di Farid Bentoumi (Francia, Belgio)
- Souad, regia di Ayten Amin (Egitto)
- Sweat, regia di Magnus von Horn (Svezia, Polonia)
- Teddy, regia di Ludovic e Zoran Boukherma (Francia)

### Film a episodi
- Septet: The Story of Hong Kong, regia di Ann Hui, Johnnie To, Tsui Hark, Ringo Lam, Sammo Hung, Yuen Woo-ping e Patrick Tam  (Hong Kong)

### Opere prime
- 16 printemps, regia di Suzanne Lindon (Francia)
- Beginning (Dasats'q'isi), regia di Dea K'ulumbegashvili (Georgia, Francia)
- Broken Keys, regia di Jimmy Keyrouz (Francia)
- Casa de antiguidades, regia di João Paulo Miranda Maria (Brasile, Francia)
- The Death of Cinema and My Father Too, regia di Dani Rosenberg (Israele)
- Falling - Storia di un padre (Falling), regia di Viggo Mortensen (Stati Uniti d'America, Regno Unito, Canada)
- Gagarine - Proteggi ciò che ami (Gagarine), regia di Fanny Liatard e Jérémy Trouilh (Francia)
- Garçon chiffon, regia di Nicolas Maury (Francia)
- Ibrahim, regia di Samir Guesmi (Francia)
- John and the Hole, regia di Pascual Sisto (Stati Uniti d'America)
- Pleasure, regia di Ninja Thyberg (Svezia, Olanda, Francia)
- Si le vent tombe, regia di Nora Martirosyan (Francia, Belgio, Armenia)
- Slalom, regia di Charlène Favier (Francia)
- Vaurien, regia di Peter Dourountzis (Francia)
- Yěmǎ fēn zōng, regia di Wei Shujun (Cina)

### Documentari
- 9 jours à Raqqa, regia di Xavier de Lauzanne (Francia)
- En route pour le Milliard, regia di Dieudo Hamadi (Congo, Francia, Belgio)
- The Truffle Hunters, regia di Michael Dweck e Gregory Kershaw (Stati Uniti d'America)

### Commedie
- Les 2 Alfred, regia di Bruno Podalydès (Francia)
- Il discorso perfetto (Le Discours), regia di Laurent Tirard (Francia)
- Io, lui, lei e l'asino (Antoinette dans les Cévennes), regia di Caroline Vignal (Francia)
- L'Origine du monde, regia di Laurent Lafitte (Francia)
- Un triomphe, regia di Emmanuel Courcol (Francia)

### Film d'animazione
- Earwig e la strega (Āya to majo), regia di Gorō Miyazaki (Giappone)
- Flee (Flugt), regia di Jonas Poher Rasmussen (Danimarca, Francia)
- Josep, regia di Aurel (Francia)
- Soul, regia di Pete Docter (Stati Uniti d'America)

### Cannes Classics
- Accattone, regia di Pier Paolo Pasolini (1961, Italia) - 30º anniversario della nascita della Film Foundation di Martin Scorsese
- L'America vista da un francese (L'Amérique insolite), regia di François Reichenbach (1960, Francia)
- L'avventura, regia di Michelangelo Antonioni (1960, Italia) - 60º anniversario
- Bam̆baru ævit, regia di Dharmasena Pathiraja (1978, Sri Lanka)
- Bayan ko: Kapit sa patalim, regia di Lino Brocka (1984, Filippine, Francia)
- La clessidra (Sanatorium pod klepsydrą), regia di Wojciech Has (1973, Polonia)
- Chi è che canta laggiù (Ko to tamo peva), regia di Slobodan Šijan (1980, Iugoslavia)
- Feldobott kö, regia di Sándor Sára (1968, Ungheria)
- Fino all'ultimo respiro (À bout de souffle), regia di Jean-Luc Godard (1960, Francia) - 60º anniversario
- Friendship's Death, regia di Peter Wollen (1987, Regno Unito)
- Hester Street, regia di Joan Micklin Silver (1975, Stati Uniti d'America)
- Ijul'skij dožd', regia di Marlen Chuciev (1967, Unione Sovietica)
- In the Mood for Love (Huāyàng niánhuá), regia di Wong Kar-wai (2000, Hong Kong) - 25º anniversario
- Luci del varietà, regia di Alberto Lattuada e Federico Fellini (1950, Italia) - 100º anniversario della nascita di Fellini
- Muhammad Alì il più grande (Muhammad Ali the Greatest), regia di William Klein (1969, Stati Uniti d'America)
- Neige, regia di Juliet Berto e Jean-Henri Roger (1981, Francia)
- Nono cerchio (Deveti krug), regia di France Štiglic (1960, Iugoslavia)
- La permission, regia di Melvin Van Peebles (1968, Francia)
- Phær dả, regia di Rattana Pestonji (1961, Thailandia)
- La poupée, regia di Jacques Baratier (1962, Francia, Italia)
- Preparate i fazzoletti (Préparez vos mouchoirs), regia di Bertrand Blier (1978, Francia)
- Quand les femmes ont pris la colère, regia di Soizick Chappedelaine e René Vautier (1978, Francia)
- Šatranj-e bād, regia di Mohammad Reza Aslani (1976, Iran) - 30º anniversario della nascita della Film Foundation di Martin Scorsese
- La strada, regia di Federico Fellini (1956, Italia) - 100º anniversario della nascita di Fellini
- Zhùfú, regia di Hu Sang (1956, Cina)

#### Documentari
- Alida: In Her Own Words, regia di Mimmo Verdesca (Italia)
- Antena da raça, regia di Paloma Rocha e Luís Abramo (Brasile)
- Belushi, regia di R. J. Cutler (Stati Uniti d'America)
- Be Water, regia di Bao Nguyen (Stati Uniti d'America)
- Charlie Chaplin, le génie de la liberté, regia di François Aymé e Yves Jeuland (Francia)
- Fellini degli spiriti, regia di Anselma dell'Olio (Italia, Belgio)
- Wim Wenders, Desperado, regia di Eric Friedler e Andreas Frege (Germania)

## Settimana internazionale della critica
Similmente a quanto avvenuto con la selezione ufficiale, la lista dei film che avrebbero ricevuto l'etichetta della Settimana internazionale della critica, diretta artisticamente da Charles Tesson, è stata annunciata il 4 giugno 2020.

### Lungometraggi
- After Love, regia di Aleem Khan (Regno Unito)
- I cieli di Alice (Sous le ciel d'Alice), regia di Chloé Mazlo (Francia)
- De l'or pour les chiens, regia di Anna Cazenave Cambet (Francia)
- Lo sciame (La Nuée), regia di Just Philippot (Francia)
- La Terre des hommes, regia di Naël Marandin (Francia)

### Cortometraggi
- August 22, This Year, regia di Graham Foy (Canada)
- Axşama doğru, regia di Teymur Hajiyev (Azerbaigian)
- Dustin, regia di Naïla Guiguet (Francia)
- Forastera, regia di Lucía Aleñar Iglesias (Spagna)
- Good Thanks, You?, regia di Molly Manning Walker (Regno Unito)
- Maalbeek, regia di Ismaël Joffroy Chandoutis (Francia)
- Marlon Brando, regia di Vincent Tilanus (Paesi Bassi)
- Menarca, regia di Lillah Halla (Brasile)
- White Goldfish, regia di Jan e Raf Roossens (Belgio)
- Totetsumonaku ōkina, regia di Aya Kazawoe (Giappone)